# Lepturges fuchsi
Lepturges fuchsi är en skalbaggsart som beskrevs av Gilmour 1962. Lepturges fuchsi ingår i släktet Lepturges och familjen långhorningar. Inga underarter finns listade i Catalogue of Life.